# Xennials
| Generaciones sociales de Occidente |
| --- |
| Generación perdida Generación grandiosa Generación silenciosa Baby boomer Generación X Xennials Generación Y Zillenial Generación Z Generación Alfa Generación Beta |

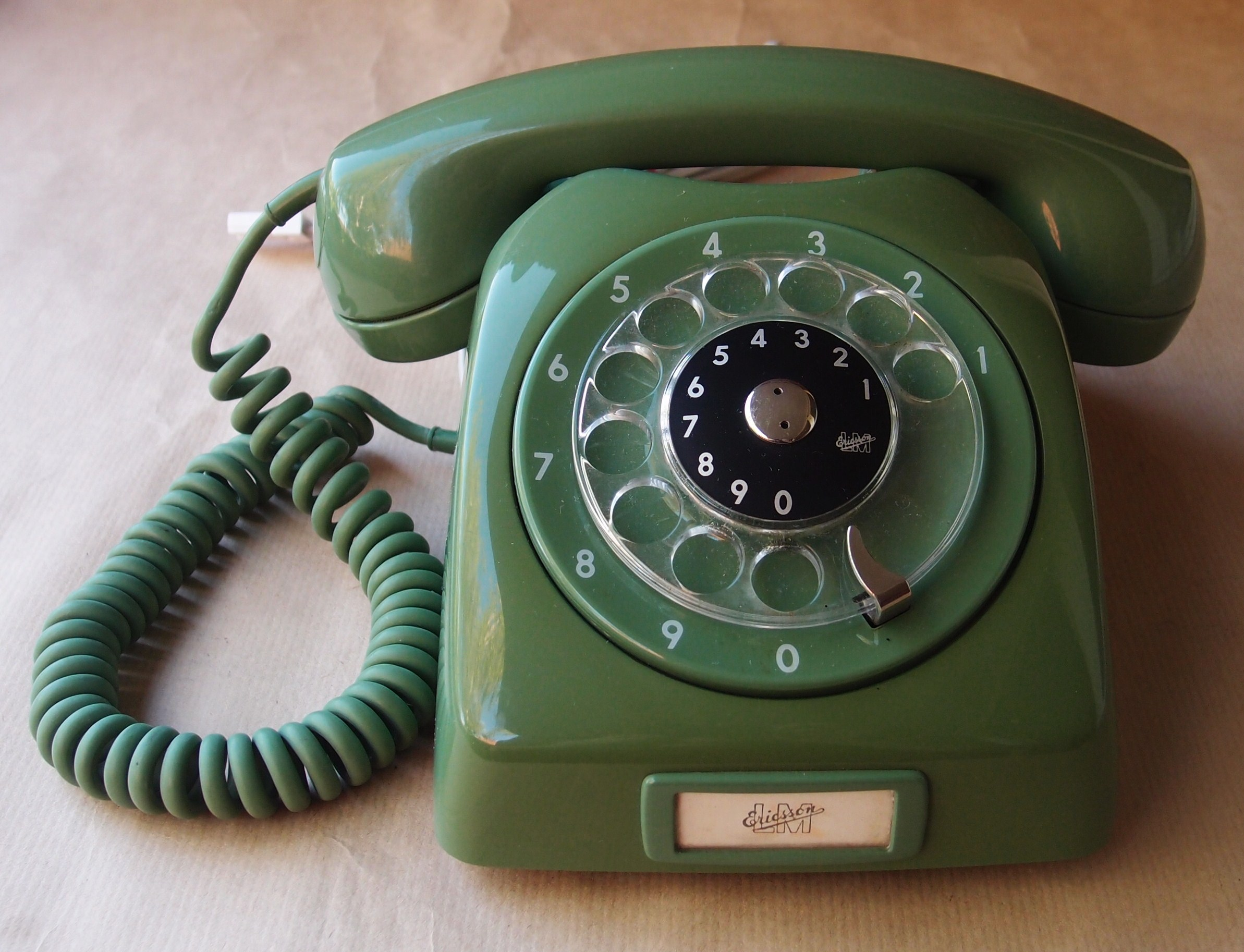
Teléfono fijo

Los xennials (también conocidos como generación Oregon Trail y generación Catalano) son la microgeneración de personas en la cúspide de las cohortes demográficas de la generación X y de la generación milénica. Los investigadores y los medios de comunicación utilizan los años de nacimiento de finales de los 70 y principios y mediados de los 80 como su rango de definición. Se describe a los xennials como aquellos que han tenido una infancia analógica y una adultez digital.
En 2017, el término xennial se incluyó en la sección Words We're Watching de Merriam-Webster, en la que se examinan las nuevas palabras que cada vez se utilizan más, pero que todavía no cumplen los criterios para una entrada en el diccionario.
A partir de 2020, xennial está incluido en el New Oxford American Dictionary, que es el diccionario de inglés por defecto para MacOS. La definición dada es: «un miembro de un grupo de edad nacido después de la generación X y antes de la generación milénica (específicamente a finales de los 70 y principios de los 80): los xennials crecieron en una época en la que los teléfonos fijos se usaban para organizar las reuniones con los amigos».

## Terminología y delimitación del año de nacimiento
El neologismo xennials es un término que mezcla las palabras generación X y millennial para describir una microgeneración o generación cruzada de personas cuyos años de nacimiento se sitúan entre finales del decenio de 1970 y principios o mediados del de 1980.
El término xennials fue creado y utilizado por primera vez en un artículo de septiembre de 2014 en la revista Good, escrito por la redactora independiente Sarah Stankorb y el entonces redactor de la revista, Jed Oelbaum. La revista Good describió a los xennials como «una microgeneración que sirve de puente entre el desafecto de la generación X y el alegre optimismo de los milénicos». Los medios de comunicación australianos atribuyeron a Dan Woodman, sociólogo australiano, el mérito de haberla inventado, pero él dijo que no la había acuñado. Jed Oelbaum atribuye el término a Sarah Stankorb. En su serie Words We're Watching, el diccionario Merriam-Webster acredita a Stankorb la acuñación del término.
Los xennials recibieron atención adicional en junio de 2017 tras una publicación viral en Facebook.
En 2018, Business Insider describió a los xennials como personas que no se sienten generación X o milénicos, usando fechas de nacimiento entre 1977 y 1985. «En el folclore de internet, los xennials son aquellos nacidos entre 1977 y 1983», según The Guardian.
El término generación Oregon Trail fue utilizado por Anna Garvey en su artículo de 2015 The Oregon Trail Generation: Life Before And After Mainstream Tech, publicado en Social Media Week para describir a los nacidos en «el final de los 70 y el comienzo de los 80». Se llama así por el videojuego The Oregon Trail, cuya versión de Apple II fue jugada por muchos de los estadounidenses gen X-milénicos en sus aulas de informática del colegio. También se utilizan otros términos, como generación Catalano y The Lucky Ones.
Slate definió generación Catalano como los nacidos entre 1977 y 1981, esencialmente el periodo de la presidencia de Jimmy Carter. El nombre es una referencia al personaje Jordan Catalano, interpretado por Jared Leto, del drama adolescente de los 90, My So Called Life.

## Rasgos y características
Muchas personas que nacieron a caballo entre la generación X y la generación milénica no encajan en el molde de esas generaciones, sino que comparten las características de ambas.
Se han estudiado las cohortes demográficas de la generación X y la milénica en relación con las diferencias generacionales en el lugar de trabajo. Investigadores de la Universidad Técnica de Eindhoven descubrieron que no todas las personas que pertenecen a una generación, compartirán las mismas características que son representativas de esa generación. Las personas que nacen en la cúspide de una cohorte de nacimiento pueden tener características superpuestas que se relacionan con ambas. Este concepto se llama confusión generacional y puede llevar a la formación de una microgeneración. La investigadora Melissa Kempf Taylor, de la Universidad de Louisville, ha escrito que la microgeneración actual en el mercado laboral es la generación xennial, que tiene su propia personalidad colectiva. «En la teoría generacional, una cúspide es el grupo de individuos que encaja en el solapamiento entre dos generaciones... Esta superposición crea una generación cúspide», que salva la división entre las «generaciones principales».

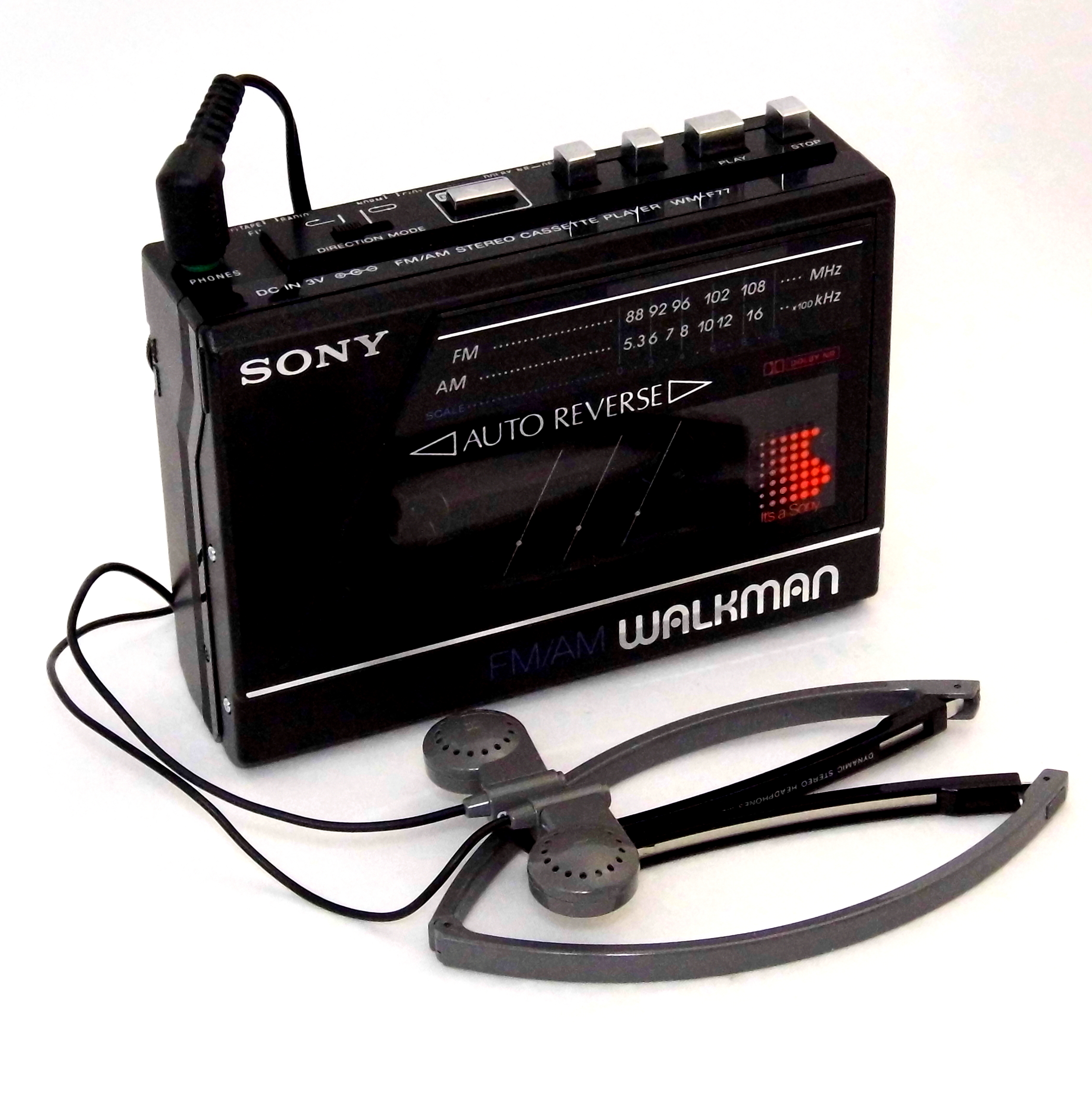
Walkman

Marleen Stollen y Gisela Wolf de Business Insider Deutschland escribieron que los xennials «tenían que reducir la brecha entre una infancia analógica y una adultez digital».
Cassie McClure, escribiendo para Las Cruces Sun-News, describió a los miembros de la generación Oregon Trail como «recordando un tiempo antes de la era digital, pero apenas». Anna Garvey ha descrito a estos individuos teniendo «tanto una porción saludable del cinismo grunge de la generación X, como una pizca del optimismo desenfrenado de los milénicos», y discute su relación con la tecnología tanto analógica como digital. Sheknows.com ha descrito a los individuos nacidos a finales de los 70 y principios de los 80 como personas que comparten rasgos, tanto con la generación X, como con la milénica.
Anna Garvey caracterizó a los miembros estadounidenses de este grupo como si hubieran tenido una «adolescencia AOL» y como si fuera «el último suspiro de un tiempo antes del sexting, Facebook y la comunicación constante». Dustin Monke de The Dickinson Press describió a los nacidos a principios de la década de 1980 como aquellos que tuvieron una madurez temprana y fueron marcados por los eventos de los ataques del 11 de septiembre y la guerra de Irak.
«Hay experiencias comunes», explica Almudena Moreno, socióloga de la Universidad de Valladolid y coautora del Informe sobre la juventud en España 2012, «y una de las diferencias entre las generaciones puede ser el acceso a los instrumentos tecnológicos, que proporcionan un contexto de vida común». Este contexto también influye en la forma en que nos relacionamos con los demás. Según el sociólogo australiano Dan Woodman, «La teoría dice que los xennials salían con alguien, y a menudo mantenían relaciones duraderas, antes de las redes sociales. Por lo general no estaban en Tinder o Grindr, por lo menos para su primera cita. Llamaban a sus amigos y a la persona a la que querían invitar a salir a través de un teléfono fijo, esperando que no fuera el padre de la persona a la que querían invitar a salir quien contestara». Woodman se ha referido a los xennials como una «generación cruzada», atribuyendo este concepto a los periodistas que escriben sobre individuos nacidos durante los años de la cúspide, diciendo que esta idea suena plausible con respecto a las generaciones, porque «las divisiones que usamos no son particularmente robustas. Tienden a ser importadas de América del Norte sin pensarlo mucho, construidas arbitrariamente alrededor de los boomers, y capturan cambios que a menudo no tienen puntos de inflexión claros, por lo que las fechas pueden variar». Aunque advierte que una cohorte entera de personas no tendrá un conjunto de características o experiencias. Woodman también dice: «claramente la idea resuena para mucha gente que se sintió dejada de lado por las categorizaciones habituales». Esto no significa que estos términos no tengan valor. Como explica Woodman, parafraseando al filósofo José Ortega y Gasset, «estamos formados por el tiempo en que vivimos», especialmente por las experiencias de nuestra juventud, «que determinan nuestras vidas, y pueden crear nuevos movimientos políticos».